# Liste des monuments historiques de Grobbendonk
Cette page regroupe l'ensemble des monuments classés de la ville de Grobbendonk dans la province d'Anvers en Belgique.
| Objet                                                                        | Statut du classement? | Année de construction/architecte | Section communale | Adresse                  | Coordonnées                      | Numéro d'inventaire | Illustration                                             |
| ---------------------------------------------------------------------------- | --------------------- | -------------------------------- | ----------------- | ------------------------ | -------------------------------- | ------------------- | -------------------------------------------------------- |
| (nl) Monument ter ere van de gesneuvelden                                    |                       |                                  | Grobbendonk       | Astridplein              | 51° 11′ 30″ nord, 4° 44′ 19″ est | 46953               | Téléverser                                               |
| (nl) Huis De Ram                                                             |                       |                                  | Grobbendonk       | Astridplein 8            | 51° 11′ 28″ nord, 4° 44′ 22″ est | 46954               | Téléverser                                               |
| (nl) Dorpswoning, opschrift Arbeid Adelt Anno 1915                           |                       |                                  | Grobbendonk       | Astridplein 36           | 51° 11′ 32″ nord, 4° 44′ 24″ est | 46955               | Téléverser                                               |
| (nl) Vrijstaande villa                                                       |                       |                                  | Grobbendonk       | Bergstraat 1             | 51° 11′ 35″ nord, 4° 44′ 14″ est | 46956               | Téléverser                                               |
| (nl) Herenhuis, pensionaat                                                   |                       |                                  | Grobbendonk       | Bergstraat 3             | 51° 11′ 35″ nord, 4° 44′ 13″ est | 46957               | Téléverser                                               |
| (nl) Herenhuis, pensionaat                                                   |                       |                                  | Grobbendonk       | Bergstraat 5             | 51° 11′ 35″ nord, 4° 44′ 13″ est | 46957               | Téléverser                                               |
| (nl) Twee enkelhuizen                                                        |                       |                                  | Grobbendonk       | Bergstraat 14            | 51° 11′ 38″ nord, 4° 44′ 14″ est | 46958               | Téléverser                                               |
| (nl) Twee enkelhuizen                                                        |                       |                                  | Grobbendonk       | Bergstraat 16            | 51° 11′ 38″ nord, 4° 44′ 14″ est | 46958               | Téléverser                                               |
| (nl) Parochiekerk Sint-Lambertus                                             |                       |                                  | Grobbendonk       | Boudewijnstraat          | 51° 11′ 27″ nord, 4° 44′ 16″ est | 46959               | Téléverser                                               |
| (nl) Classicisitische pastorie                                               | Oui                   |                                  | Grobbendonk       | Boudewijnstraat 2        | 51° 11′ 26″ nord, 4° 44′ 17″ est | 46960               | Téléverser                                               |
| (nl) Dubbelhuis, brugwachterswoning                                          | Oui                   |                                  | Grobbendonk       | Boudewijnstraat 14       | 51° 11′ 21″ nord, 4° 44′ 18″ est | 46961               | Téléverser                                               |
| (nl) Vrijstaand breedshuisje                                                 |                       |                                  | Grobbendonk       | Boudewijnstraat 39       | 51° 11′ 18″ nord, 4° 44′ 22″ est | 46962               | Téléverser                                               |
| (nl) Saswachterwoning, horend bij Derde Sas op de Kleine Nete                | Oui                   |                                  | Grobbendonk       | Derde Sas 9              | 51° 10′ 37″ nord, 4° 42′ 37″ est | 46963               | Téléverser                                               |
| (nl) Neoclassicisitisch herenhuis, Hofke van Eisterlee                       |                       |                                  | Grobbendonk       | Dobbelhoefweg 29         | 51° 11′ 18″ nord, 4° 43′ 29″ est | 46964               | Téléverser                                               |
| (nl) Aangepaste langgestrekete hoeve                                         |                       |                                  | Grobbendonk       | Eisterlee 2              | 51° 11′ 21″ nord, 4° 42′ 41″ est | 46965               | Téléverser                                               |
| (nl) Eisterleehoeve, hoeve met losstaande bestanddelen                       |                       |                                  | Grobbendonk       | Gilliam 29               | 51° 11′ 15″ nord, 4° 43′ 38″ est | 46966               | Téléverser                                               |
| (nl) Diephuis                                                                |                       |                                  | Grobbendonk       | Herentalse steenweg 46   | 51° 10′ 33″ nord, 4° 45′ 46″ est | 46967               | Téléverser                                               |
| (nl) Goorkasteel                                                             |                       |                                  | Grobbendonk       | Herentalse steenweg 54   | 51° 10′ 34″ nord, 4° 46′ 03″ est | 46968               | Téléverser                                               |
| (nl) Afspanning De Leeuw                                                     | Oui                   |                                  | Grobbendonk       | Hofeinde 14              | 51° 11′ 40″ nord, 4° 44′ 51″ est | 46969               | Téléverser                                               |
| (nl) Thans Neerhof, voorgebouw kasteel Grobbendonk                           | Oui                   |                                  | Grobbendonk       | Hofeinde 20              | 51° 11′ 39″ nord, 4° 45′ 21″ est | 46970               | Téléverser                                               |
| (nl) Thans Neerhof, voorgebouw kasteel Grobbendonk                           | Oui                   |                                  | Grobbendonk       | Hofeinde 22              | 51° 11′ 39″ nord, 4° 45′ 21″ est | 46970               | Téléverser                                               |
| (nl) Watertoren van 1961                                                     |                       |                                  | Grobbendonk       | Hofeinde                 | 51° 11′ 46″ nord, 4° 44′ 50″ est | 46971               | Téléverser                                               |
| (nl) Schandpaal                                                              |                       |                                  | Grobbendonk       | Hofeinde                 | 51° 11′ 45″ nord, 4° 44′ 51″ est | 46972               | Téléverser                                               |
| (nl) Hoeve ter Hulsdonck                                                     |                       |                                  | Grobbendonk       | Hofeinde 27              | 51° 11′ 43″ nord, 4° 45′ 11″ est | 46973               | Téléverser                                               |
| (nl) Thans 't Toreken, kostershuis-dorpsschool                               |                       |                                  | Bouwel            | Berdenweg 6              | 51° 10′ 13″ nord, 4° 44′ 35″ est | 46974               | Téléverser                                               |
| (nl) Hoeve, eertijds Echelpoelschrans                                        |                       |                                  | Bouwel            | Binnenheide 19           | 51° 09′ 52″ nord, 4° 43′ 12″ est | 46975               | Téléverser                                               |
| (nl) Hoeve De Roskam                                                         | Oui                   |                                  | Bouwel            | Binnenheide 24           | 51° 09′ 45″ nord, 4° 43′ 12″ est | 46976               | Téléverser                                               |
| (nl) Langgestrekte hoeve, De Reykens                                         |                       |                                  | Bouwel            | Binnenheide 30           | 51° 09′ 33″ nord, 4° 43′ 18″ est | 46977               | Téléverser                                               |
| (nl) Vrijstaand dubbelhuisje                                                 |                       |                                  | Bouwel            | Dijkstraat 8             | 51° 09′ 52″ nord, 4° 45′ 18″ est | 46978               | Téléverser                                               |
| (nl) Langgestrekte hoeve 't Cachot                                           |                       |                                  | Bouwel            | Dijkstraat 24            | 51° 09′ 56″ nord, 4° 45′ 17″ est | 46979               | Téléverser                                               |
| (nl) Vrijstaande dorpswoning, enkelhuis                                      |                       |                                  | Bouwel            | Dorp 31                  | 51° 10′ 14″ nord, 4° 44′ 32″ est | 46980               | Téléverser                                               |
| (nl) Parochiekerk Onze-Lieve-Vrouw-ten-hemel-opgenomen                       | Oui                   |                                  | Bouwel            | Dorp 60                  | 51° 10′ 11″ nord, 4° 44′ 36″ est | 46981               | Téléverser                                               |
| (nl) Meisjesschool met bijhorend klooster                                    | Oui                   |                                  | Bouwel            | Dorp 55                  | 51° 10′ 09″ nord, 4° 44′ 33″ est | 46982               | Téléverser                                               |
| (nl) Meisjesschool met bijhorend klooster                                    | Oui                   |                                  | Bouwel            | Dorp 57                  | 51° 10′ 09″ nord, 4° 44′ 33″ est | 46982               | Téléverser                                               |
| (nl) Dorpswoning                                                             |                       |                                  | Bouwel            | Dorp 58                  | 51° 10′ 09″ nord, 4° 44′ 37″ est | 46983               | Téléverser                                               |
| (nl) Kleuterafdeling van de vrije basisschool                                |                       |                                  | Bouwel            | Dorp 68                  | 51° 10′ 08″ nord, 4° 44′ 36″ est | 46984               | Téléverser                                               |
| (nl) Dorpswoning, personeelswoning                                           |                       |                                  | Bouwel            | Dorp 69                  | 51° 10′ 06″ nord, 4° 44′ 34″ est | 46985               | Téléverser                                               |
| (nl) Hoeve De Cramos                                                         |                       |                                  | Bouwel            | Echelpoel 25             | 51° 09′ 48″ nord, 4° 43′ 43″ est | 46986               | Téléverser                                               |
| (nl) Gekoppelde dorpswoningen                                                |                       |                                  | Bouwel            | Hanegoor 7               | 51° 09′ 33″ nord, 4° 44′ 50″ est | 46987               | Téléverser                                               |
| (nl) Gekoppelde dorpswoningen                                                |                       |                                  | Bouwel            | Hanegoor 9               | 51° 09′ 33″ nord, 4° 44′ 50″ est | 46987               | Téléverser                                               |
| (nl) Langgestrekte hoeve                                                     |                       |                                  | Bouwel            | Hanegoor 34              | 51° 09′ 32″ nord, 4° 44′ 46″ est | 46988               | Téléverser                                               |
| (nl) Langgestrekte hoeve, Het Huisveld                                       |                       |                                  | Bouwel            | Hanegoor 50              | 51° 09′ 30″ nord, 4° 44′ 42″ est | 46989               | Téléverser                                               |
| (nl) Engels Huis, herberg                                                    |                       |                                  | Bouwel            | Herenthoutse steenweg 2  | 51° 09′ 55″ nord, 4° 44′ 48″ est | 46990               | Téléverser                                               |
| (nl) Sint-Jozefskapel                                                        |                       |                                  | Bouwel            | Herenthoutse steenweg    | 51° 09′ 53″ nord, 4° 44′ 47″ est | 46991               | Téléverser                                               |
| (nl) Huidig postkantoor                                                      |                       |                                  | Bouwel            | Herenthoutse steenweg 4  | 51° 09′ 53″ nord, 4° 44′ 49″ est | 46992               | Téléverser                                               |
| (nl) Oud postkantoor                                                         |                       |                                  | Bouwel            | Herenthoutse steenweg 6  | 51° 09′ 53″ nord, 4° 44′ 49″ est | 46993               | Téléverser                                               |
| (nl) Palmenhof, herberg                                                      |                       |                                  | Bouwel            | Herenthoutse steenweg 71 | 51° 09′ 35″ nord, 4° 44′ 53″ est | 46994               | Téléverser                                               |
| (nl) Kasteel Bouwelhof                                                       | Oui                   |                                  | Bouwel            | Het Park 1               | 51° 10′ 07″ nord, 4° 44′ 58″ est | 46995               | Téléverser                                               |
| (nl) Hoevecomplex, afspanning De Kroon                                       | Oui                   |                                  | Bouwel            | Langenheuvel 21          | 51° 09′ 45″ nord, 4° 45′ 06″ est | 46996               | Téléverser                                               |
| (nl) Reeks arbeiderswoningen                                                 |                       |                                  | Bouwel            | Langenheuvel 32          | 51° 09′ 44″ nord, 4° 45′ 06″ est | 46997               | Téléverser                                               |
| (nl) Reeks arbeiderswoningen                                                 |                       |                                  | Bouwel            | Langenheuvel 34          | 51° 09′ 44″ nord, 4° 45′ 06″ est | 46997               | Téléverser                                               |
| (nl) Reeks arbeiderswoningen                                                 |                       |                                  | Bouwel            | Langenheuvel 36          | 51° 09′ 44″ nord, 4° 45′ 06″ est | 46997               | Téléverser                                               |
| (nl) Reeks arbeiderswoningen                                                 |                       |                                  | Bouwel            | Langenheuvel 38          | 51° 09′ 44″ nord, 4° 45′ 06″ est | 46997               | Téléverser                                               |
| (nl) Kapel van de Langenheuvel, of Onze-Lieve-Vrouwekapel                    | Oui                   |                                  | Bouwel            | Langenheuvel 49          | 51° 09′ 51″ nord, 4° 45′ 21″ est | 46998               | Téléverser                                               |
| (nl) Lourdesgrot van imitatierotsstenen                                      |                       |                                  | Bouwel            | Molendreef               | 51° 09′ 47″ nord, 4° 44′ 36″ est | 46999               | Téléverser                                               |
| (nl) Graanwindmolen en bijhorende molenhuizen                                | Oui                   |                                  | Bouwel            | Molenstraat 36           | 51° 09′ 40″ nord, 4° 44′ 27″ est | 47000               | Téléverser                                               |
| (nl) Graanwindmolen en bijhorende molenhuizen                                | Oui                   |                                  | Bouwel            | Molenstraat 37           | 51° 09′ 40″ nord, 4° 44′ 27″ est | 47000               | Téléverser                                               |
| (nl) Graanwindmolen en bijhorende molenhuizen                                | Oui                   |                                  | Bouwel            | Molenstraat 38           | 51° 09′ 40″ nord, 4° 44′ 27″ est | 47000               | Téléverser                                               |
| (nl) Graanwindmolen en bijhorende molenhuizen. De molen.                     | Oui                   |                                  | Bouwel            | Molenstraat 39           | 51° 09′ 40″ nord, 4° 44′ 27″ est | 47000               | (nl) Graanwindmolen en bijhorende molenhuizen. De molen. |
| (nl) Breedhuis, eertijds omgrachte pastorie                                  | Oui                   |                                  | Bouwel            | Rode Haagjes 4           | 51° 10′ 11″ nord, 4° 44′ 40″ est | 47004               | Téléverser                                               |
| (nl) Breedhuis, De Snippelingen                                              | Oui                   |                                  | Bouwel            | Stationlei 1             | 51° 10′ 03″ nord, 4° 44′ 46″ est | 47005               | Téléverser                                               |
| (nl) Daglonerswoningen                                                       | Oui                   |                                  | Bouwel            | Stationlei 34            | 51° 10′ 05″ nord, 4° 44′ 43″ est | 47006               | Téléverser                                               |
| (nl) Daglonerswoningen                                                       | Oui                   |                                  | Bouwel            | Stationlei 36            | 51° 10′ 05″ nord, 4° 44′ 43″ est | 47006               | Téléverser                                               |
| (nl) Daglonerswoningen                                                       | Oui                   |                                  | Bouwel            | Stationlei 38            | 51° 10′ 05″ nord, 4° 44′ 43″ est | 47006               | Téléverser                                               |
| (nl) Daglonerswoningen                                                       | Oui                   |                                  | Bouwel            | Stationlei 40            | 51° 10′ 05″ nord, 4° 44′ 43″ est | 47006               | Téléverser                                               |
| (nl) Bouwelhoef, of Schrans van Bouwel                                       | Oui                   |                                  | Bouwel            | Stationlei 42            | 51° 10′ 03″ nord, 4° 44′ 40″ est | 47007               | Téléverser                                               |
| (nl) Boswachtershuisje                                                       | Oui                   |                                  | Bouwel            | Stationlei 44            | 51° 09′ 58″ nord, 4° 44′ 44″ est | 47008               | Téléverser                                               |
| (nl) Huis, onderkomen voor gemeentelijke diensten                            |                       |                                  | Bouwel            | Ter Duinen 3             | 51° 10′ 14″ nord, 4° 44′ 28″ est | 47009               | Téléverser                                               |
| (nl) Dorpswoning                                                             |                       |                                  | Bouwel            | Verbindingsstraat 6      | 51° 09′ 53″ nord, 4° 45′ 20″ est | 47010               | Téléverser                                               |
| (nl) Leegstaand, eertijds langgestrekt hoevetje                              |                       |                                  | Grobbendonk       | Kapelletjesweg 1         | 51° 11′ 18″ nord, 4° 42′ 32″ est | 85512               | Téléverser                                               |
| (nl) Kapelletje van Eisterlee, toegewijd aan Maria en omgeven door linden    |                       |                                  | Grobbendonk       | Kapelletjesweg           | 51° 11′ 15″ nord, 4° 41′ 45″ est | 85513               | Téléverser                                               |
| (nl) Kapelletje van Boshoven                                                 |                       |                                  | Grobbendonk       | Kapelstraat              | 51° 11′ 56″ nord, 4° 43′ 50″ est | 85514               | Téléverser                                               |
| (nl) Het Schranshof of Schrans De Vries                                      | Oui                   |                                  | Grobbendonk       | Kasteelstraat 4          | 51° 11′ 32″ nord, 4° 44′ 31″ est | 85515               | Téléverser                                               |
| (nl) Achterin gelegen, langgestrekte hoeve                                   |                       |                                  | Grobbendonk       | Leemputten 14            | 51° 11′ 26″ nord, 4° 42′ 33″ est | 85516               | Téléverser                                               |
| (nl) Villa in Nieuwe Zakelijkheid, met omringend park                        |                       |                                  | Grobbendonk       | Lierse steenweg 56       | 51° 10′ 18″ nord, 4° 43′ 57″ est | 85517               | Téléverser                                               |
| (nl) Oorspronkelijk hoevecomplex, thans sterk aangepast                      |                       |                                  | Grobbendonk       | Meirhoevendreef 9        | 51° 10′ 26″ nord, 4° 46′ 42″ est | 85518               | Téléverser                                               |
| (nl) Vrijstaand, neoclassicistisch herenhuis met beukenpark achteraan        |                       |                                  | Grobbendonk       | Netestraat 4             | 51° 11′ 16″ nord, 4° 44′ 18″ est | 85519               | Téléverser                                               |
| (nl) Voormalig woonstalhuisje                                                |                       |                                  | Grobbendonk       | Netestraat 25            | 51° 11′ 15″ nord, 4° 44′ 25″ est | 85520               | Téléverser                                               |
| (nl) Kapel, toegewijd aan Onze-Lieve-Vrouw-Onbevlekt-Ontvangen               |                       |                                  | Grobbendonk       | Nijlse baan              | 51° 10′ 58″ nord, 4° 44′ 15″ est | 85521               | Téléverser                                               |
| (nl) Pullaardhoef                                                            |                       |                                  | Grobbendonk       | Pullaard 3               | 51° 12′ 29″ nord, 4° 43′ 59″ est | 85522               | Téléverser                                               |
| (nl) Vrijstaand, neoclassicistisch herenhuis                                 |                       |                                  | Grobbendonk       | Schransstraat 31         | 51° 11′ 37″ nord, 4° 44′ 28″ est | 85523               | Téléverser                                               |
| (nl) Vrijstaand, neoclassicistisch herenhuis                                 |                       |                                  | Grobbendonk       | Schransstraat 33         | 51° 11′ 37″ nord, 4° 44′ 28″ est | 85523               | Téléverser                                               |
| (nl) Verhoogd breedhuis                                                      |                       |                                  | Grobbendonk       | Schransstraat 44         | 51° 11′ 36″ nord, 4° 44′ 33″ est | 85524               | Téléverser                                               |
| (nl) Verhoogd breedhuis                                                      |                       |                                  | Grobbendonk       | Schransstraat 46         | 51° 11′ 36″ nord, 4° 44′ 33″ est | 85524               | Téléverser                                               |
| (nl) Kapel van het rustoord Sint-Maria-Magdalena                             |                       |                                  | Grobbendonk       | Schransstraat 53         | 51° 11′ 40″ nord, 4° 44′ 38″ est | 85525               | Téléverser                                               |
| (nl) Vrijstaand enkelhuis                                                    |                       |                                  | Grobbendonk       | Steenbergstraat 5        | 51° 11′ 41″ nord, 4° 44′ 17″ est | 85526               | Téléverser                                               |
| (nl) Voormalige priorij Onze-Lieve-Vrouw-Ten-Troon                           | Oui                   |                                  | Grobbendonk       | Troon 24                 | 51° 11′ 05″ nord, 4° 46′ 43″ est | 85527               | Téléverser                                               |
| (nl) Saswachterswoning                                                       | Oui                   |                                  | Grobbendonk       | 'tSas 4                  | 51° 11′ 17″ nord, 4° 44′ 35″ est | 85528               | Téléverser                                               |
| (nl) Vrijstaande eengezinswoning                                             |                       |                                  | Grobbendonk       | Vaartstraat 5            | 51° 11′ 22″ nord, 4° 44′ 28″ est | 85529               | Téléverser                                               |
| (nl) Natuurvriendenhuis                                                      |                       |                                  | Grobbendonk       | Vrijheidsstraat 5        | 51° 10′ 31″ nord, 4° 44′ 32″ est | 85530               | Téléverser                                               |
| (nl) Reeks aaneengesloten arbeiderswoningen                                  |                       |                                  | Grobbendonk       | Warme Handstraat 10      | 51° 12′ 01″ nord, 4° 43′ 10″ est | 85531               | Téléverser                                               |
| (nl) Reeks aaneengesloten arbeiderswoningen                                  |                       |                                  | Grobbendonk       | Warme Handstraat 12      | 51° 12′ 01″ nord, 4° 43′ 10″ est | 85531               | Téléverser                                               |
| (nl) Reeks aaneengesloten arbeiderswoningen                                  |                       |                                  | Grobbendonk       | Warme Handstraat 14      | 51° 12′ 01″ nord, 4° 43′ 10″ est | 85531               | Téléverser                                               |
| (nl) Reeks aaneengesloten arbeiderswoningen                                  |                       |                                  | Grobbendonk       | Warme Handstraat 16      | 51° 12′ 01″ nord, 4° 43′ 10″ est | 85531               | Téléverser                                               |
| (nl) Reeks aaneengesloten arbeiderswoningen                                  |                       |                                  | Grobbendonk       | Warme Handstraat 8       | 51° 12′ 01″ nord, 4° 43′ 10″ est | 85531               | Téléverser                                               |
| (nl) Watermolen, eertijds banmolen                                           | Oui                   |                                  | Grobbendonk       | Watermolenweg 1          | 51° 11′ 40″ nord, 4° 45′ 10″ est | 85532               | Téléverser                                               |
| (nl) Sluizenstelsel, gelegen op de samenvloeiing van de Kleine Nete en de Aa | Oui                   |                                  | Grobbendonk       | Watermolenweg            | 51° 11′ 40″ nord, 4° 45′ 13″ est | 85533               | Téléverser                                               |
| (nl) Boerenwoning                                                            |                       |                                  | Grobbendonk       | Zavelstraat 22           | 51° 11′ 47″ nord, 4° 42′ 52″ est | 85534               | Téléverser                                               |